# Loodna kommun
Loodna kommun (estniska: Loodna vald) var en tidigare kommun i landskapet Raplamaa i mellersta Estland. Byn Sipa utgjorde kommunens centralort.
Den 20 oktober 2002 uppgick kommunen i Märjamaa kommun.

## Orter
I Loodna kommun fanns 14 byar. De största var Sipa, Laukna och Teenuse.